# 聖ナウム修道院

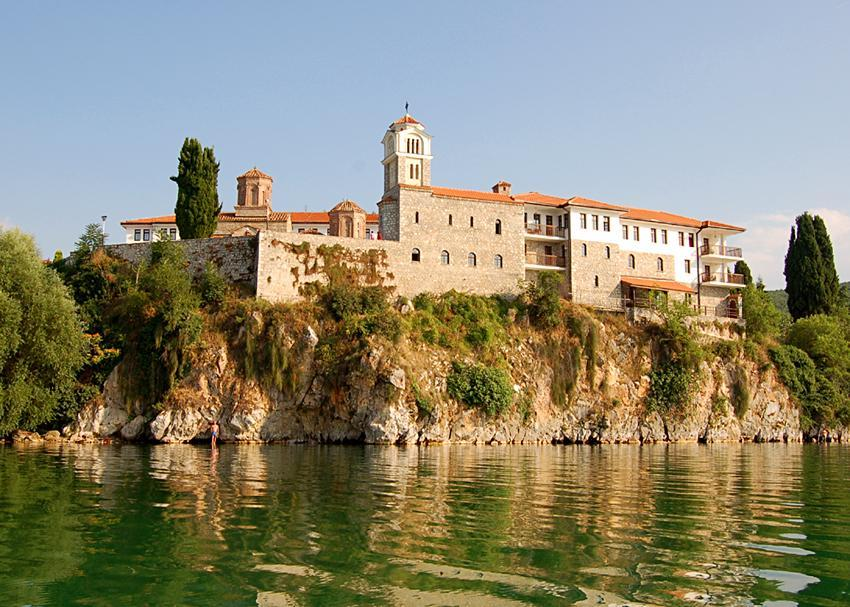
オフリド湖と修道院全景

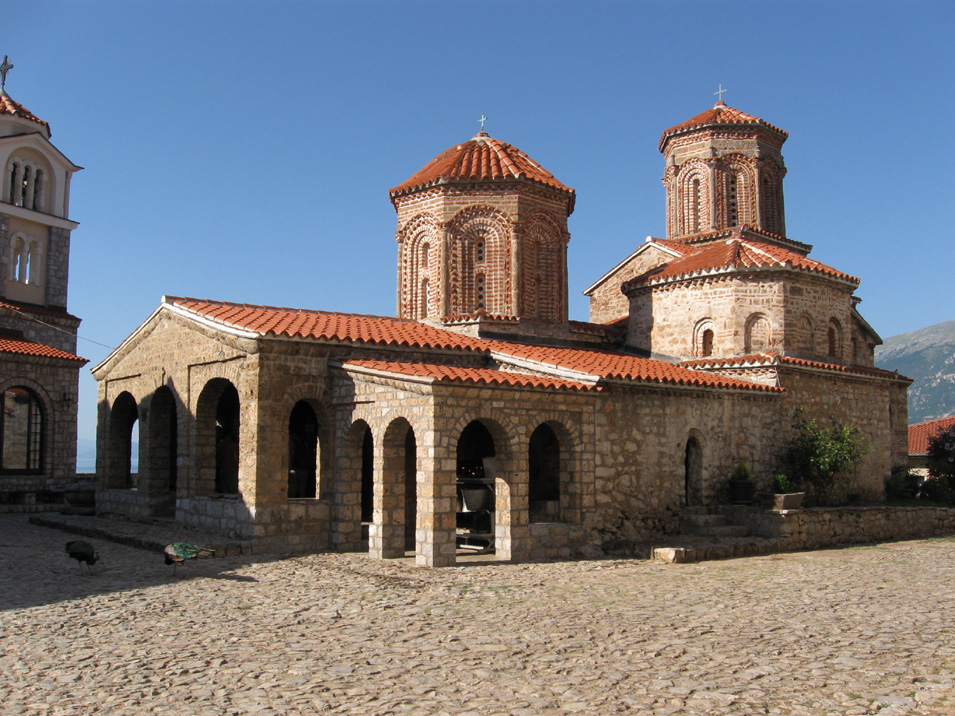
修道院内の聖ナウム教会

聖ナウム修道院（せいナウムしゅうどういん、マケドニア語: Манастир Свети Наум）は、北マケドニアのオフリドにある東方正教会の修道院。この修道院を興した中世の聖人ナウム（ブルガリア語: Свети Наум）にちなんで名づけられた。オフリド市街地の29km南のオフリド湖沿いにあり、アルバニアとの国境線に隣接している。

## 概要
修道院は聖ナウムにより905年の第一次ブルガリア帝国の時代に開設され、開祖の聖ナウムは910年にこの修道院内の教会に埋葬された。この教会はオスマン帝国領であった時代に破壊された後、16世紀から17世紀に再建されたものが現在見られるものである。1912年から1928年6月まで、修道院のある土地はアルバニア領であった。その後、アルバニア大統領（のち国王）ゾグー1世により、アルバニアとユーゴスラビアの友好のしるしとして修道院のある土地はユーゴスラビアに割譲された（最終的にユーゴスラビア社会主義連邦共和国は解体し、この地を承継した北マケドニアに属することとなった）。
中世より多くの巡礼者が訪れる地であるとともに、現在はマケドニア共和国内の著名な観光地である。

## 交通機関
- オフリド市街地より路線バス（所要約40分）